# Крикову Дулче (Дамбовица)
Крикову Дулче (рум. Cricovu Dulce) насеље је у Румунији у округу Дамбовица у општини Једера. Oпштина се налази на надморској висини од 299 m.

## Становништво
Према подацима из 2002. године у насељу је живело 406 становника, од којих су сви румунске националности.